# George R. Reeves

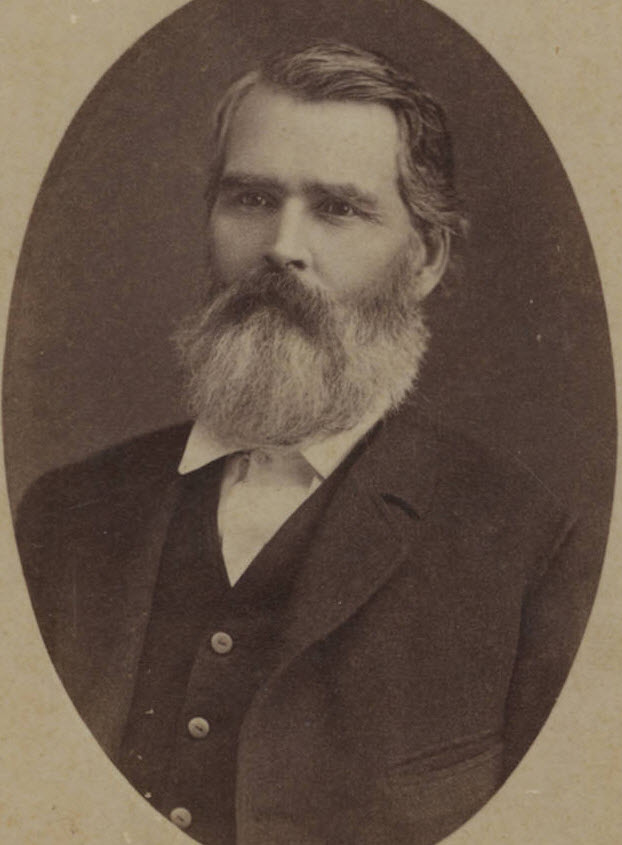
George Robertson Reeves als Sprecher des Repräsentantenhauses in Texas circa 1881

George Robertson Reeves (* 3. Januar 1826 in Hickman County, Tennessee; † 5. September 1882) war ein demokratischer Sprecher des Repräsentantenhauses des Bundesstaates Texas und Oberst im 11. texanischen Kavallerieregiment der Konföderation während des Amerikanischen Bürgerkrieges. Er war außerdem ein Pionier in Grayson County, Texas, wo er auch als Sheriff und Steuereintreiber tätig war.
Reeves war der Sklavenhalter von Bass Reeves, bevor dieser entfloh und später zum ersten afroamerikanischen U.S. Marshal wurde.

## Abstammung
Die Familie Reeves war englischer Abstammung. Colonel Reeves’ 5. Urgroßvater, Timothy Rives, wanderte Mitte des 16. Jahrhunderts von England nach Virginia, USA, ein. Innerhalb weniger Generationen schafften die Reeves es Virginia zu verlassen und weiter nach Westen zu ziehen, wo sie sich in Tennessee niederließen.

## Persönliches Leben
George Robertson Reeves wurde 1826 in Hickman County, Tennessee geboren. Er heiratete 1844 Jane Moore, während er in Arkansas lebte, und hatte mit ihr 12 Kinder, von denen sieben seinen Tod 1882 überlebten. Jane Moores Ururgroßvater war der bekannte Pionier und Mitbegründer des heutigen Bundesstaates Tennessee, Colonel William Bean, ein Bekannter der berühmten Grenzgänger Daniel Boone und David Crockett. Bean war ein Gründungsmitglied der Watauga Association.
George Robertson Reeves stiftete 10 Hektar Land in Pottsboro, Texas, um den Georgetown-Friedhof zu errichten. Seine kleine Tochter Mary war die erste, die dort begraben wurde. Einer von Reeves’ jüngsten Söhnen, Alvin Robertson Reeves (1872–1946), wurde 1938 mit der Pugsley-Medaille (Bronze)
für seine Arbeit als Direktor der Division of State Parks in Oklahoma ausgezeichnet. Alvin Reeves war verantwortlich für die Ausarbeitung des Gesetzentwurfs im Bundesstaat Oklahoma zur Einrichtung der staatlichen Wild- und Fischkommission. Als staatlicher Wildhüter erwarb er die ersten Gebiete, die später als Staatsparks in Oklahoma ausgewiesen wurden.

## Militärische und politische Karriere
Neben der Landwirtschaft war eine der ersten Beschäftigungen von Reeves in Grayson County, Texas die des Steuereintreibers (1848–1850). 1850 wurde er zum Sheriff von Grayson County, Texas, ernannt und übte dieses Amt bis 1854 aus. 

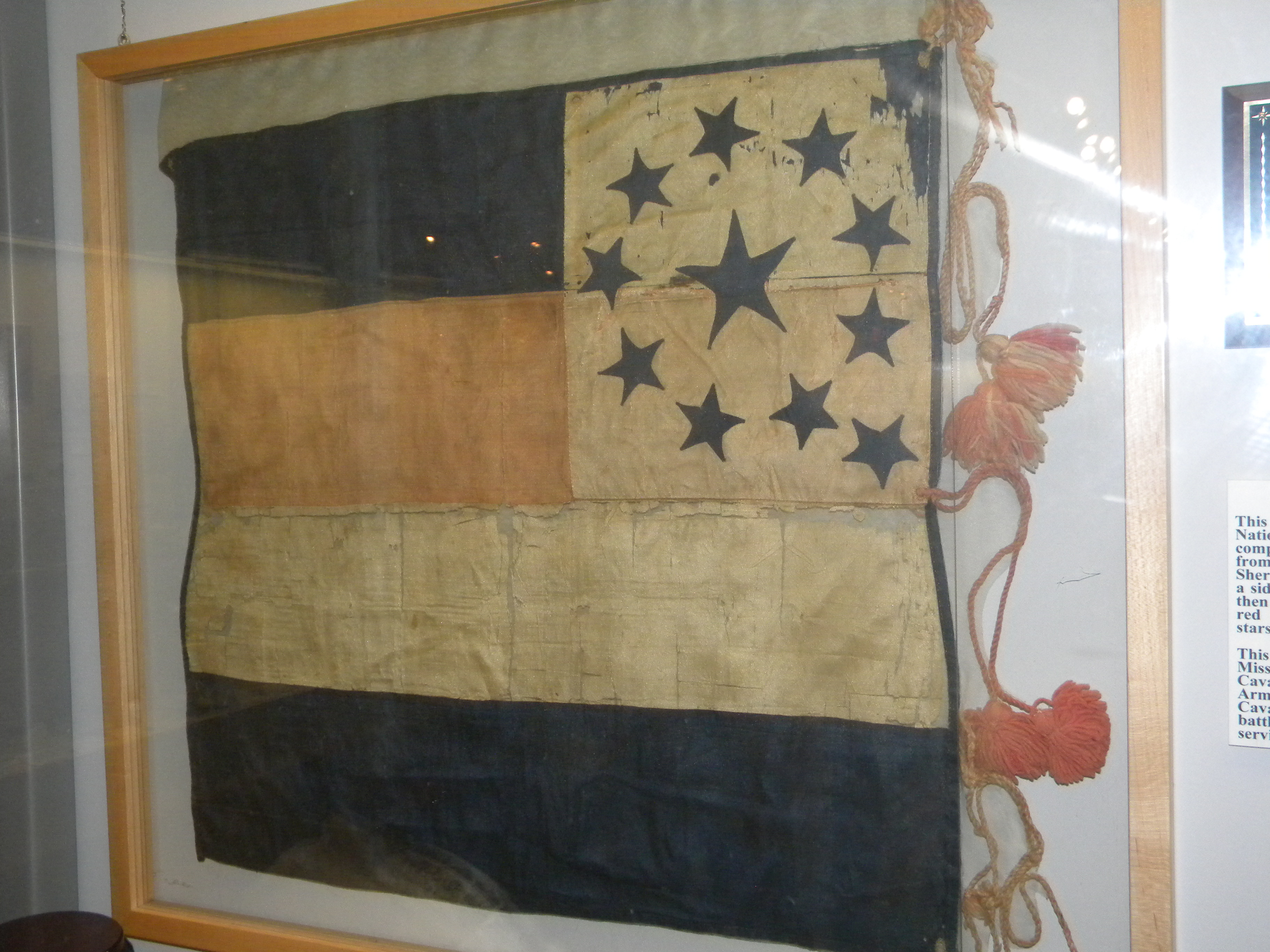
Originalflagge der 11. texanischen Kavallerie, Camp Reeves. Texas Civil War Museum, Ft. Worth, Texas

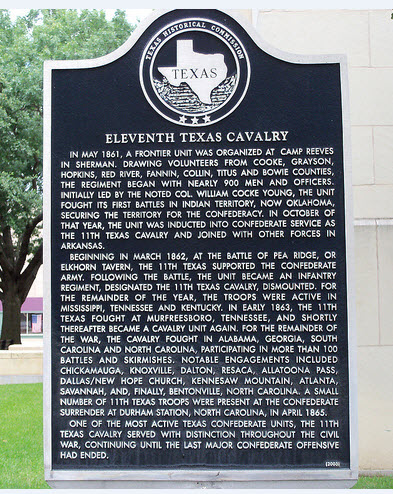
Historischer Marker zur 11th Texas Cavalry, Sherman, Texas

Im Mai 1861, als die ersten Schüsse des Bürgerkriegs in Fort Sumter weniger als einen Monat alt waren, organisierte Reeves eine Kompanie im 11. Regiment der texanischen Kavallerie. Obwohl Grayson County gegen die Abspaltung von den Nordstaaten war, stimmte Texas insgesamt für den Beitritt zur Konföderation. Reeves stiftete daraufhin Land, das als Camp Reeves zur Unterstützung der 11. texanischen Kavallerie und der Sache der Konföderierten Staaten genutzt werden sollte. Reeves, ein Captain, wurde nach dem Tod des ersten Kommandanten des Regiments, William C. Young, zum Colonel befördert. Das 11. hatte zwar eine Handvoll kommandierender Offiziere, aber keiner diente dem 11. länger als sein Anführer als Colonel George R. Reeves.
Die 11. texanische Kavallerie war im Laufe des Krieges in etwa 150 Schlachten und Scharmützel verwickelt. Einem Bericht zufolge kämpften bis zu 500 Männer unter Reeves, aber nur etwa 50 kehrten am Ende des Krieges nach Hause zurück. Zu den größten Schlachten, in denen Reeves die 11. Kavallerie befehligte, gehörten der Chattanooga-Feldzug, Wheeler’s Raid durch Mittel-Tennessee, der Atlanta-Feldzug, der Knoxville-Feldzug und die Schlacht von Chickamauga, die nach Gettysburg die zweitblutigste Schlacht des Krieges und der größte Schlachtensieg für die Konföderierten Staaten war. Die 11. Texas Cavalary unterstand während des größten Teils ihrer militärischen Geschichte Reeves’ gutem Freund und texanischem Landsmann, General John A. Wharton, sowie Joseph „Fighting Joe“ Wheeler, einem Generalmajor aus Georgia.
Reeves trat kurz vor Kriegsende aufgrund von Konflikten mit den befehlshabenden Offizieren von seinem Posten zurück. In seinem Rücktrittsschreiben heißt es, dass es zwischen ihm und seinem Brigadekommandeur zu Differenzen gekommen sei und dass „ich das Gefühl habe, dass ich meinem Land in einer anderen Funktion als der, die ich jetzt innehabe, effizienter dienen könnte.“ Sein Rücktrittsgesuch wurde von Generalmajor Wheeler abgezeichnet und schließlich an den Kriegsminister James Seddon gesandt.
Zurück in Texas engagierte sich Reeves in der Nachkriegszeit in verschiedenen Veteranenvereinen und in der Old Settlers’ Association in Grayson County. Reeves wurde 1866, 1873, 1878 und 1880 in die Legislative des Bundesstaates Texas gewählt. Im Jahr 1881 wurde er zum Sprecher des Repräsentantenhauses des Bundesstaates Texas ernannt. Unter seiner Aufsicht als Sprecher half die Legislative bei der Gründung der University of Texas in Austin.

## Tod und Vermächtnis

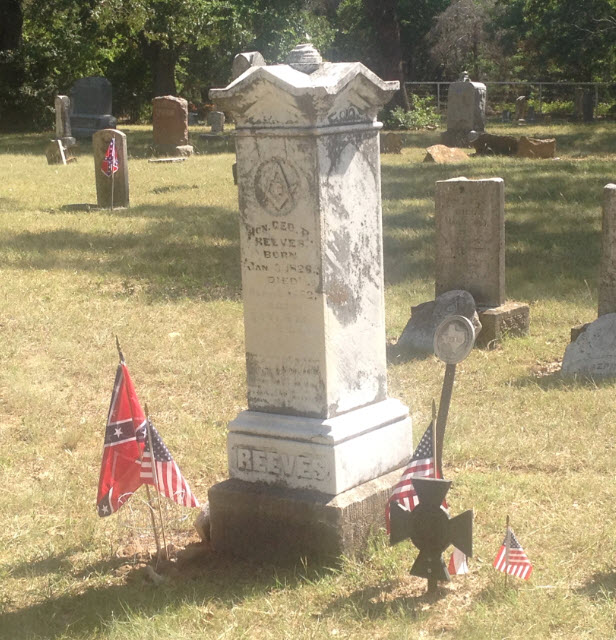
Grabstein von George Robertson Reeves, Georgetown-Friedhof in Pottsboro, Texas

Im Jahr 1882 wurde Reeves bei einem Besuch in seiner Heimat von einem tollwütigen Hund gebissen. In der mündlichen Überlieferung der Familie Reeves heißt es, dass er ein kleines Kind sah, das von dem Tier bedroht wurde, und von seinem Pferd sprang, um das Kind zu schützen, als er gebissen wurde. In seinen letzten Tagen wurde Reeves in einem mit Matratzen gepolsterten Holzschuppen untergebracht, um ihn vor den mit der Krankheit verbundenen potenziellen Gewalttätigkeiten zu schützen. 
Er starb im September 1882 an Hydrophobie, nur drei Jahre bevor Louis Pasteur und Émile Roux einen Impfstoff gegen Tollwut entdeckten, und ist auf dem Grundstück begraben, das ihm einst gehörte, dem Georgetown-Friedhof in Pottsboro, Texas. 

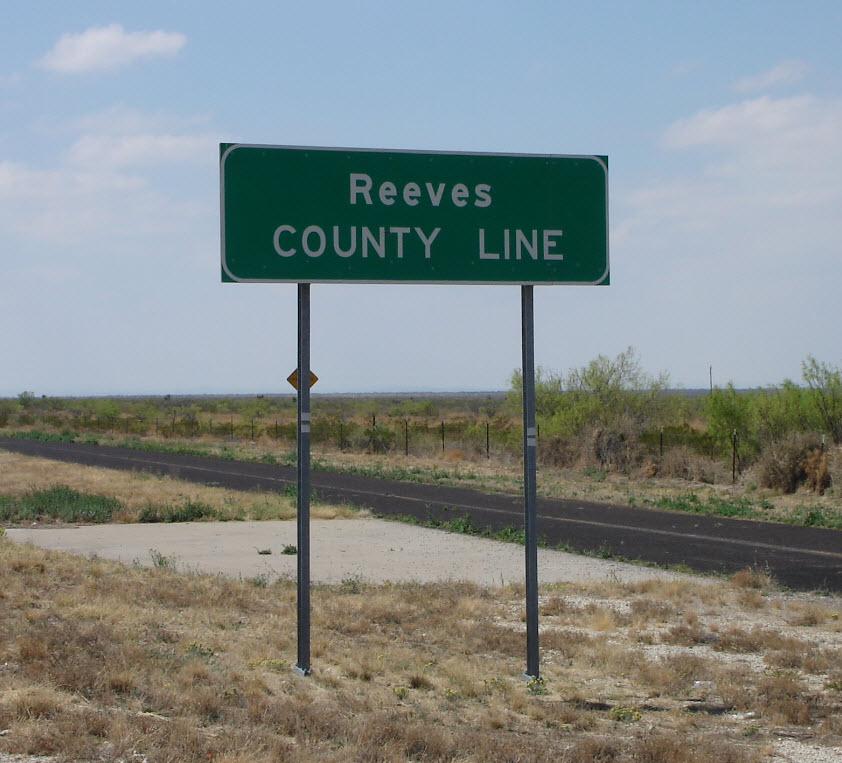
Highway Marker, Reeves County, Texas

Zwei Jahre nach seinem Tod wurde ein 2642 Quadratmeilen großer Bezirk in Westtexas nach Reeves benannt. Im Reeves County, Texas befindet sich die Stadt Pecos, Texas, der Sitz des Bezirks. Darüber hinaus wurde die Freimaurerloge in Pottsboro nach dem ehemaligen Politiker und Soldaten benannt, ebenso wie das Sons of Confederate Veterans Camp #349 in der Gegend von Sherman/Denison, Texas. Mehrere Verwandte von Colonel Reeves leben heute noch in Grayson County sowie in Tyler und Dallas, Texas, Oklahoma City, Louisiana, Colorado und Kalifornien.
In der Paramount+-Fernsehserie Lawmen: Bass Reeves von Schöpfer Taylor Sheridan wird Reeves 2023 von Shea Whigham gespielt.